# Scarlet GN
A Scarlet GN (E125) (más néven C.I. Food Red 2, Ponceau SX, FD&C Red No. 4, vagy C.I. 14700) egy piros színű adalékanyag, melyet élelmiszerek színezésére szoktak használni. Általában a dinátrium-sója kerül felhasználásra.
Általában gyümölcsételek, -italok színezésére használják.